# Isoa Neivua
Isoa Cowalala Neivua (Mosimosi, 7 giugno 1978) è un ex rugbista a 15 figiano, in carriera attivo nel ruolo di tre quarti ala e internazionale per le Figi, con le quali ha preso parte alla Coppa del Mondo di rugby 2007.

## Biografia
Isoa nasce a Mosimosi nelle isole Figi.
Inizia a giocare per Navosa, ma, nel 2003, si trasferisce al Nadroga per avere più possibilità di essere selezionato a livello internazionale.
Nel 2004 e nel 2005 milita per due stagioni nei Coastal Stallions in Colonial Cup, vincendo l'edizione 2004.
Nel 2005 si trasferisce in Nuova Zelanda, disputando due stagioni nel club provinciale di Northland.
Nel 2008 arriva in Italia, ingaggiato dal Viadana, con cui disputa il Super 10 ed l'European Challenge Cup.

### Carriera internazionale
Il 19 maggio 2007, ad Apia, fa il suo esordio internazionale con la Nazionale figiana, impegnata nell'IRB Pacific Nations Cup, contro le Samoa. Nello stesso anno viene convocato per il tour estivo in Australia, guadagnandosi un posto nel gruppo del 31 giocatori selezionati per la Coppa del Mondo: gioca tutti e quattro gli incontri della fase a gironi contro Giappone, Canada, Australia e Galles, segando una meta contro gli australiani.

## Palmarès
- Colonial Cup: 1
Coastal Stallions: 2004